# 張松枝
張松枝（英語：Deon Cheung Chung Chi，1967年4月2日—），香港男演員，曾為無綫電視及香港電視網絡合約藝員，現時主要集中在電影界發展，又會到內地登台演出。

## 背景

### 早年生活
張松枝生於基層家庭，家有七兄弟姊妹，自己排行第四。他小時候與家人居住於未重建前的藍田邨第3座，大哥和二哥住在2樓。而自己和其他家人則住在同座13樓。張松枝的家庭家教嚴厲，父親在房屋署工作。他在讀書時間很少出街遊玩，有空時只會到住所樓下公園玩。然而他是一個愛好玩耍的孩子。他當時白天求學，夜晚會幫補家計，把一些火牛零件帶回家組裝或在家製作膠花。張氏畢業於聖愛德華學校（1979年）和香港聖公會何明華會督中學（1984年）。求學期間，他讀職業先修學科（木工），但成績一般因為專注力常轉到下課後打乒乓球。他中學畢業後曾在一間工廠工作了兩年，負責翻新一些日本螺絲機器。另外，張松枝又做過絲印、皮草方面等工作。他的演藝歷程始於16歲的時候，即1983年。他與朋友在石澳游水後到一間酒樓用膳，期間有一個拍攝隊的工作人員向他遞上卡片，詢問他拍廣告的意向。自此他便一邊參與拍攝雜誌如《青春》、電視廣告和音樂錄像（主要是寶麗金《碟聖》系列），一邊從事正職。上述提及翻新螺絲機器就是他加入無綫電視之前的工作。

### 成為演員
在1990年代中期，無綫電視剛好成立了一個新的管理部門。張松枝與電視台簽約成為藝員。雖然是電視台主動透過中介公司邀請加入，但他簽約後首年並沒有獲安排任何工作。不久，他被安排就讀1994年第7期藝員進修班。同期同學有劉愷威、陳展鵬、吳家樂、陳彥行、梁雪湄和陳紀匡等等。再之後他轉為普通藝員，開始拍攝電視劇集。起初主要演繹紀律部隊角色，直至演出劇集《離島特警》「沈天祐」一角，監製劉仕裕見張松枝的演技不錯。於是安排他演出《茶是故鄉濃》「榮耀祖」一角。自此他便時常飾演名門望族或者皇室貴族中的二世祖、使用不法途徑的專業人士或者商人這幾類角色。其中以紈絝子弟最為觀眾熟識。對此，他不抗拒做反派角色。反而由於這些角色有演繹上的幻想空間，故此他樂於演出，不討厭被角色定型。至於演藝目標，張松枝希望可以做到與陶大宇一樣同一水平的演員。其目標至今未曾改變。

### 近年發展
張松枝於1990年代初期活躍至今，是一位服務無綫電視逾10年的資深綠葉演員。他於2012年6月2日合約期滿離開，轉投香港電視網絡。《造王者》是他在無綫電視的告別作；入行多年其中一套代表作為《鑑證實錄》中的警察細孖，與另外一位演員蔣克合演孿生兄弟。2013年因香港電視網絡不獲發牌導致旗下藝員沒有工作及去向，他考慮轉投紥鐵或保險行業，暫時離開香港電視網絡。就算無綫電視歡迎他回巢，也堅決不會吃回頭草；相反如果香港電視網絡能獲政府發放牌照，則堅決不會離巢。2013年12月自香港電視網絡宣布發展流動電視後，他自薦回巢。2016年，因應韓國電視劇《太陽的後裔》熱播及電影《屍殺列車》放映，他被指與兩套作品的主角宋仲基及孔劉樣貌相似，而成為網民討論話題。除了為他帶來較多工作機會，更獲網民在香港版《屍殺列車》的公投演員表上選為男主角。2020年，他在 ViuTV 劇集《二月廿九》裡飾演「張辰」一角，表現再次受到注目；並首次獲提名《第5屆觀眾在民間電視大奬》「民選最佳男配角」最後五強。2024年，張松枝時隔12年後以自由身再度拍攝無綫劇集《刑偵12》，2025年播出後亦引起觀眾注目。

## 演出作品

### 電視劇（無綫電視）
| 首播   | 劇名               | 角色              |
| 1995年 | 刑事偵緝檔案II     | 阿 標             |
| 1995年 | 刀馬旦             | 狗仔隊            |
| 1995年 | 忘情闊少爺         | Willson           |
| 1995年 | 娛樂插班生         | 許次安            |
| 1996年 | 天地男兒           | 張雪凝之醫生      |
| 1996年 | 廉政行動組         | 何永達（達仔）    |
| 1996年 | 廉政行動1996       | 張光正            |
| 1996年 | 地獄天使           | Phillp            |
| 1997年 | 大鬧廣昌隆         | 大隻佬            |
| 1997年 | 苗翠花             | 三師兄            |
| 1997年 | 美味天王           | 工人乙            |
| 1997年 | 鑑證實錄           | 陳小華（細孖）    |
| 1997年 | 刑事偵緝檔案III    | 傳金榮            |
| 1997年 | 廉政追緝令         | Andy              |
| 1997年 | 迷離檔案           | 刑事偵緝處探員    |
| 1998年 | 天地豪情           | 生友甲            |
| 1998年 | 烈火雄心           | 混 混             |
| 1998年 | 愛在暴風的日子     | 牛奶仔            |
| 1998年 | 離島特警           | 沈天祐            |
| 1998年 | 西遊記             | 鬼 差             |
| 1998年 | 鹿鼎記             | 吳應熊侍衛        |
| 1999年 | 鑑證實錄II         | 陳小華（細孖）    |
| 1999年 | 寵物情緣           | 軍 警             |
| 1999年 | 真情               | 何保馬丶金鋪職員  |
| 1999年 | 非常保鑣           | 麥 可             |
| 1999年 | 布袋和尚           | 護佛工人          |
| 1999年 | 茶是故鄉濃         | 榮耀祖（榮少）    |
| 1999年 | 十三殺密令         | 獄 官             |
| 2000年 | 廟街·媽·兄弟       | 姚俊傑（傑少）    |
| 2001年 | 封神榜             | 姬 發（周武王）   |
| 2001年 | 婚前昏後           | 唐立信            |
| 2001年 | 酒是故鄉醇         | 古桂霖            |
| 2001年 | 勇探實錄           | 蔡 勤             |
| 2001年 | 娛樂反斗星         | 偉 仔             |
| 2002年 | 再生緣             | 劉奎璧            |
| 2002年 | 鄭板橋             | 愛新覺羅胤禵      |
| 2002年 | 談判專家           | 鄭永堅            |
| 2003年 | 智勇新警界         | 醫 生             |
| 2003年 | 衛斯理             | 戈 壁             |
| 2003年 | 金牌冰人           | 榮 顯             |
| 2003年 | 皆大歡喜           | 國 華             |
| 2003年 | 美麗在望           | 周日新            |
| 2003年 | 律政新人王         | 莫振祺            |
| 2003年 | 衝上雲霄           | 池尚文（Sherman） |
| 2004年 | 怪俠一枝梅         | 范姜浩泉          |
| 2004年 | 皆大歡喜           | 余 春（Issac）    |
| 2004年 | 皆大歡喜           | 徐 生             |
| 2004年 | 烽火奇遇結良緣     | 疏勒藩主          |
| 2004年 | 翡翠戀曲           | 陳繼棠            |
| 2004年 | 爭分奪秒           | 高兆祥            |
| 2004年 | 青出於藍           | 秦劍豪（秦 Sir）  |
| 2004年 | 一屋兩家三姓人     | 材                |
| 2004年 | 無名天使3D         | Ken               |
| 2004年 | 隔世追兇           | 年青賀正南        |
| 2005年 | 秀才遇著兵         | 賴 仁             |
| 2005年 | 識法代言人         | 李先生            |
| 2005年 | 酒店風雲           | 張俊輝            |
| 2005年 | 翻新大少           | 蔣世傑            |
| 2005年 | 阿旺新傳           | Peter             |
| 2005年 | 隨時候命           | 程醫生            |
| 2005年 | 窈窕熟女           | 容醫生            |
| 2006年 | 心慌·心郁·逐個捉   | 巫長根            |
| 2006年 | 心理心裏有個謎     | 鄭榮忠            |
| 2006年 | 覆雨翻雲           | 楞 嚴             |
| 2006年 | 施公奇案           | 貝勒爺            |
| 2006年 | 男人之苦           | 楊 華             |
| 2006年 | 法證先鋒           | 劉國明            |
| 2006年 | 愛情全保           | 游少爺（第19集）  |
| 2006年 | 刑事情報科         | 歐陽修            |
| 2006年 | 鳳凰四重奏         | 連仲貴丶Abert Lui |
| 2006年 | 賭場風雲           | 林啟仁            |
| 2006年 | 追魂交易           | Stanely           |
| 2007年 | 突圍行動           | Frankie           |
| 2007年 | 溏心風暴           | 楊紹志            |
| 2007年 | 學警出更           | 阮家謙            |
| 2007年 | 強劍               | 席天浩            |
| 2007年 | 爸爸閉翳           | Owen              |
| 2007年 | 歲月風雲           | 林 量             |
| 2007年 | 同事三分親         | 魯世郎（第130集） |
| 2007年 | 律政新人王II       | 林韋章            |
| 2007年 | 廉政行動2007       | 廉政公署調查員    |
| 2008年 | 野蠻奶奶大戰戈師奶 | 楊浩添            |
| 2008年 | 秀才愛上兵         | 馮師爺            |
| 2008年 | 和味濃情           | 王大風            |
| 2008年 | 古靈精探           | 趙炳坤（Ryan）    |
| 2008年 | 珠光寶氣           | 文慧情夫          |
| 2008年 | 法證先鋒II         | 劉國明            |
| 2008年 | 師奶股神           | 胡大律師          |
| 2008年 | 甜言蜜語           | Billy             |
| 2008年 | 尖子攻略           | Vincent           |
| 2008年 | 溏心風暴之家好月圓 | 地產經紀          |
| 2008年 | 與敵同行           | Paul              |
| 2008年 | 畢打自己人         | 封                |
| 2008年 | Click入黃金屋      | 魯德輝            |
| 2009年 | 學警狙擊           | 阮家謙            |
| 2009年 | ID精英             | 吳英俊            |
| 2009年 | 大冬瓜             | 馬 孚（第18集）   |
| 2009年 | 桌球天王           | 孫禮和            |
| 2009年 | 老婆大人II         | 殷 傑             |
| 2009年 | 烈火雄心3          | 周國輝            |
| 2009年 | 富貴門             | 紀柏彬            |
| 2010年 | 情人眼裏高一D      | 作曲家            |
| 2010年 | 秋香怒點唐伯虎     | 慕容克            |
| 2010年 | 搜下留情           | 雷細九            |
| 2010年 | 鐵馬尋橋           | 劉 輝             |
| 2010年 | 掌上明珠           | 鍾正龍            |
| 2010年 | 女人最痛           | 金志剛（Kong）    |
| 2010年 | 談情說案           | 關 Sir            |
| 2010年 | 摘星之旅           | 莫醫生            |
| 2010年 | 公主嫁到           | 麥老闆            |
| 2010年 | 天天天晴           | David             |
| 2010年 | 巾幗梟雄之義海豪情 | 鄭少傑            |
| 2010年 | 刑警               | 麥志偉（Robert）  |
| 2010年 | 居家兵團           | Simon             |
| 2011年 | 誘情轉駁           | 梁主管            |
| 2011年 | 仁心解碼           | 何德廣            |
| 2011年 | Only You 只有您    | 李 泰             |
| 2011年 | 女拳               | 黎副局長          |
| 2011年 | 洪武三十二         | 朱 橚（周王）     |
| 2011年 | 點解阿Sir係阿Sir   | 關醫生（第22集）  |
| 2011年 | 怒火街頭           | 陳偉峰            |
| 2011年 | 團圓               | Donald（第13集）  |
| 2011年 | 紫禁驚雷           | 尚澤爾·泰石       |
| 2011年 | 潛行狙擊           | 范卓臣            |
| 2011年 | 九江十二坊         | 甘仲德            |
| 2011年 | 不速之約           | Ben               |
| 2011年 | 誰家灶頭無煙火     | 林天光            |
| 2011年 | 我的如意狼君       | 方醫生            |
| 2012年 | 東西宮略           | 虞 彪             |
| 2012年 | 盛世仁傑           | 楊嘉喜            |
| 2012年 | 拳王               | 萬耀邦            |
| 2012年 | 護花危情           | 程學勤（程 Sir）  |
| 2012年 | 飛虎               | 保鏢根            |
| 2012年 | 回到三國           | 趙 雲             |
| 2012年 | 造王者             | 三 哥             |
| 2025年 | 刑偵12             | 林昱水            |

### 電視劇（香港電視）
| 首播   | 劇名     | 角色                    |
| 2014年 | 警界線   | 浩 義（Tony）           |
| 2015年 | 末日+5   | 關 沖（單元三：Monica） |
| 2015年 | 三面形醫 | 田 進                   |
| 2015年 | 夜班     | Edwin                   |

### 電視劇（香港電台電視部/港台電視31、31A）
| 首播   | 劇名       | 角色                                                   |
| 2015年 | 監警有道   | 張展宏警長                                             |
| 2016年 | 私隱何價II | Vincent                                                |
| 2017年 | 忘憂理髮店 | Ken                                                    |
| 2018年 | 火速救兵IV | 葉雲開                                                 |
| 2018年 | 運輸背後   | 發 記（單元一：三級戒備 (上) ；單元二：三級戒備 (下)） |
| 2021年 | 格外樓神   | 莫永康（單元一：真相（上）；單元二： 真相（下)）       |

### 電視劇（香港電視娛樂-ViuTV）
| 首播   | 劇名          | 角色              |
| 2016年 | 三一如三      | Danny（第5、6集） |
| 2018年 | 身後事務所    | 區培東            |
| 2020年 | 黑市          | 茹定國            |
| 2020年 | 二月廿九      | 張 辰             |
| 2020年 | 熟女強人      | 程昊天            |
| 2021年 | 太平紋身店    | 北村武            |
| 2022年 | 百萬同居計劃  | 蘇生              |
| 2022年 | 心靈師        | 袁傲              |
| 2023年 | 和解在後      | 文叔              |
| 2024年 | 反起跑線聯盟2 | 楊生              |

### 電視劇（中國大陸、其他）
| 首播   | 劇名       | 角色   |
| 2015年 | 港媳嫁到   | 林 昆  |
| 2018年 | 東方華爾街 | 何柏榮 |
| 2019年 | 心冤       | 雷義霆 |
| 2019年 | 性敢中環   | 林 總  |
| 2019年 | 入口       |        |
| 2021年 | 監警最前線 | 李正偉 |
| 待播   | 義無反顧   |        |

### 網絡劇（香港、中國大陸）
| 首播   | 劇名             | 角色   |
| 2015年 | 我的老千生涯     | 卓 朗  |
| 2016年 | 无间道           | 火 星  |
| 2018年 | 蝕日風暴         | 良 辰  |
| 2018年 | 守護神之保險調查 | 陳 輝  |
| 2022年 | 女法醫JD         | 李 方  |
| 2023年 | 疊影狙擊         | 賈顥皑 |
| 2024年 | 太阳星辰         | 柴头   |

### 主持節目（無綫電視）
| 首播   | 節目名                         | 備註                                                            |
| 2002年 | 永安旅遊話你知：點解旅遊咁好玩 | 第142集（雲南 —— 遊麗江古城 看東巴象形文字）                    |
| 2002年 | 永安旅遊話你知：點解旅遊咁好玩 | 第143集（雲南 —— 遊世外桃源 看石林怪石）                        |
| 2002年 | 永安旅遊話你知：點解旅遊咁好玩 | 第144集（加拿大 —— 大玩雪地刺激玩意、出海觀鯨、品嚐「總統宴」） |
| 2002年 | 永安旅遊話你知：點解旅遊咁好玩 | 第145集（加拿大 —— 恐龍谷看恐龍化石）                           |

### 主持節目（香港電視娛樂 - ViuTV）
| 首播   | 節目名     | 備註                  |
| 2020年 | 中佬唔易做 | 第1 - 4集（與麥長青） |

### 電影
| 首映   | 電影名                       | 角色               |
| 1995年 | 功夫特警                     |                    |
| 1996年 | 攝氏32度                     | 炮 華              |
| 2014年 | Z風暴                        | 細 良              |
| 2015年 | 壹獄壹世界：高登闊少踎監日記 | 文士進（千歲）     |
| 2015年 | 十月初五的月光               | Billy 仔律師       |
| 2016年 | 導火新聞線                   | 唐維剛             |
| 2016年 | S風暴                        | 細 良（Siu Leung） |
| 2017年 | 我老婆未結婚（網絡電影）     | 董 榮              |
| 2017年 | 毒。誡                       | 流氓警察           |
| 2017年 | 魔幻調酒師之迷失男女         |                    |
| 2018年 | 棟篤特工                     | 總警司             |
| 2018年 | L風暴                        | 細 良              |
| 2018年 | 無雙                         | 王 波（Bobby）     |
| 2019年 | 廉政風雲 煙幕                | 杜志明             |
| 2019年 | 王牌霸王花（網絡電影）       | 王國輝（鰐老闆）   |
| 2019年 | P風暴                        | 細 良              |
| 2019年 | 九龍不敗                     | 張風俠             |
| 2019年 | 犯罪現場                     | 雷友彪             |
| 2019年 | 獅子山上                     | 朱耀祖             |
| 2019年 | 催眠·裁決                    | 主控官             |
| 2020年 | 一秒拳王                     | 拳總委員           |
| 2021年 | 一級指控                     | 趙國輝             |
| 2021年 | ＃PTGF出租女友               | 芷純後父           |
| 2021年 | G風暴                        | 細 良              |
| 2021年 | 梅艷芳                       | 醫 生              |
| 2022年 | 失衡凶間                     | 江湖人物           |
| 2023年 | 風再起時                     | 喪 七              |
| 2023年 | 失衡凶間之罪與殺             | 東 哥              |
| 2023年 | 掃毒3人在天涯                | Johnny             |
| 2024年 | 盜月者                       | 牛榮               |
| 2024年 | 臨時劫案                     | 白頭蘭             |
| 2024年 | 九龍城寨之圍城               |                    |
| 2024年 | 查無此人                     |                    |
| 2024年 | 望月                         |                    |
| 2024年 | 贖夢                         |                    |
| 2024年 | 焚城                         |                    |

### 舞台劇
- 2013年5月10 - 12日：《山羊》 飾演 Martin 朋友

### 音樂錄像及音樂影片
張松枝曾拍攝超過1000個音樂錄像，以下為部分演出，當中包括一些卡拉OK的音樂錄像：
- 太極樂隊：〈每一句說話〉
- 彭羚：〈三人世界〉
- 馮博娟：〈分手已是時候〉
- 吳奇隆：〈在我愛的天空下擁抱你〉、〈愛人還是你〉
- 劉德華：〈我恨我癡心〉
- 張學友、湯寶如：〈情濃半生〉、〈相思風雨中〉
- 張學友：〈情網〉、〈吻別〉、〈總有一天等到你〉
- 陳慧琳：〈對你太在乎〉
- 譚詠麟：〈幫我，欺騙我〉、〈一首歌一個故事〉、〈雨絲情愁〉
- 陳慧嫻：〈紅茶館〉
- 譚詠麟、趙浚承：〈男人的浪漫〉
- 何家勁：〈也許〉
- 吳奇隆：〈愛人還是你〉
- 成龍：〈妳給我一片天〉
- 黎瑞恩：〈夏日初吻〉
- 海俊傑：〈灰色雨天〉
- 梁漢文：〈移情別戀〉

### 廣告
以下為部分演出，實際參與過的廣告未能盡列：
| 年份     | 產品                                                          |
| 19？？年 | 黑妹牌牙膏                                                    |
| 19？？年 | U2服裝                                                        |
| 2016年   | 百老匯電器「World Order - 隔住個 mon 都覺得好正咁囉」         |
| 2016年   | PlayStation VR「體驗『VR 之高潮』 - 最期待的畫面出現了！」    |
| 2017年   | MoneySQ「2016必看電影：張松枝主演【喪屍列車】TRAIN TO CGSAN」 |
| 2018年   | 太和洞腎虧丸                                                  |
| 2021年   | 百老匯電器「有法寶 - 返工打卡篇」                             |
| 2021年   | 百老匯電器「有法寶 - 追星搶飛篇」                             |

### 其他
- 2016年：更生微電影—代價（懲教署）
- 2016年：太陽的後麵（DapTV 嗒電視）

## 曾獲獎項與提名

### 2018香港電視大獎
| 年份   | 獎項                                                           | 作品                     | 角色   | 結果 |
| 2018年 | 2018香港電視大獎「男主角獎（迷你劇、單元劇、特別劇、網絡劇）」 | 《運輸背後 － 三級戒備》 | 發記   | 提名 |
| 2018年 | 2018香港電視大獎「男配角獎（迷你劇、單元劇、特別劇、網絡劇）」 | 《火速救兵IV －兄弟》    | 葉雲開 | 提名 |

### 觀眾在民間電視大奬
| 年份   | 獎項                                      | 作品         | 角色 | 結果 |
| 2021年 | 第5屆觀眾在民間電視大奬「民選最佳男配角」 | 《二月廿九》 | 張辰 | 提名 |

## 外部連結
- 張松枝的Facebook專頁
- 張松枝的Instagram帳戶
- 張松枝的新浪微博
- 張松枝在香港影庫上的簡介